# Parafia św. Marcina w Roztokach
Parafia św. Marcina w Roztokach znajduje się w dekanacie międzyleskim w diecezji świdnickiej. 

## Historia
Była erygowana w XIV wieku. 

## Proboszczowie
- ks. Marek Hames (2009-2024)[2]
- ks. Łukasz Kowalczuk (od 2025) (administrator w latach 2024-2025)[3]

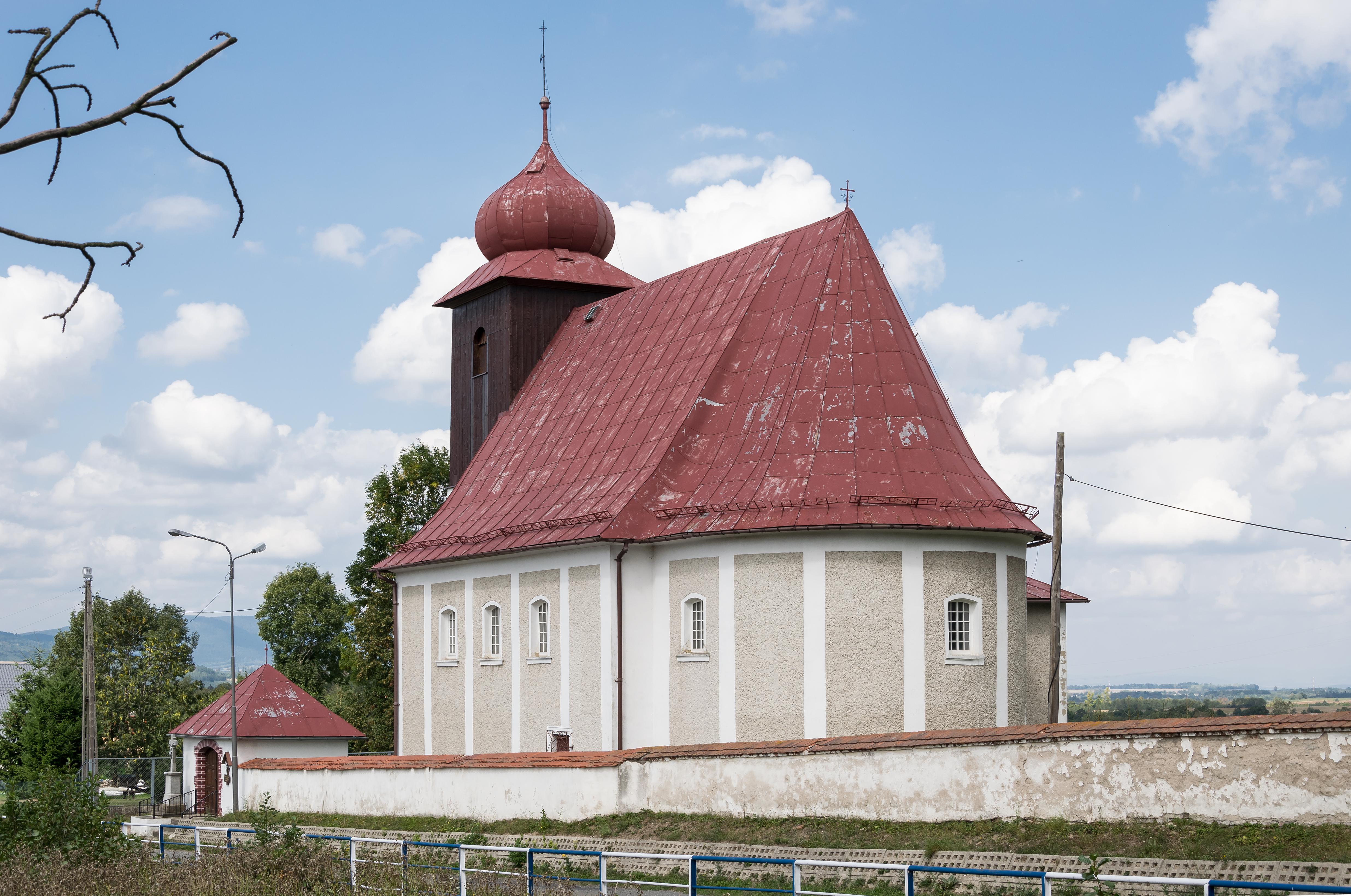
Kościół św. Floriana w Szklarni, filialny

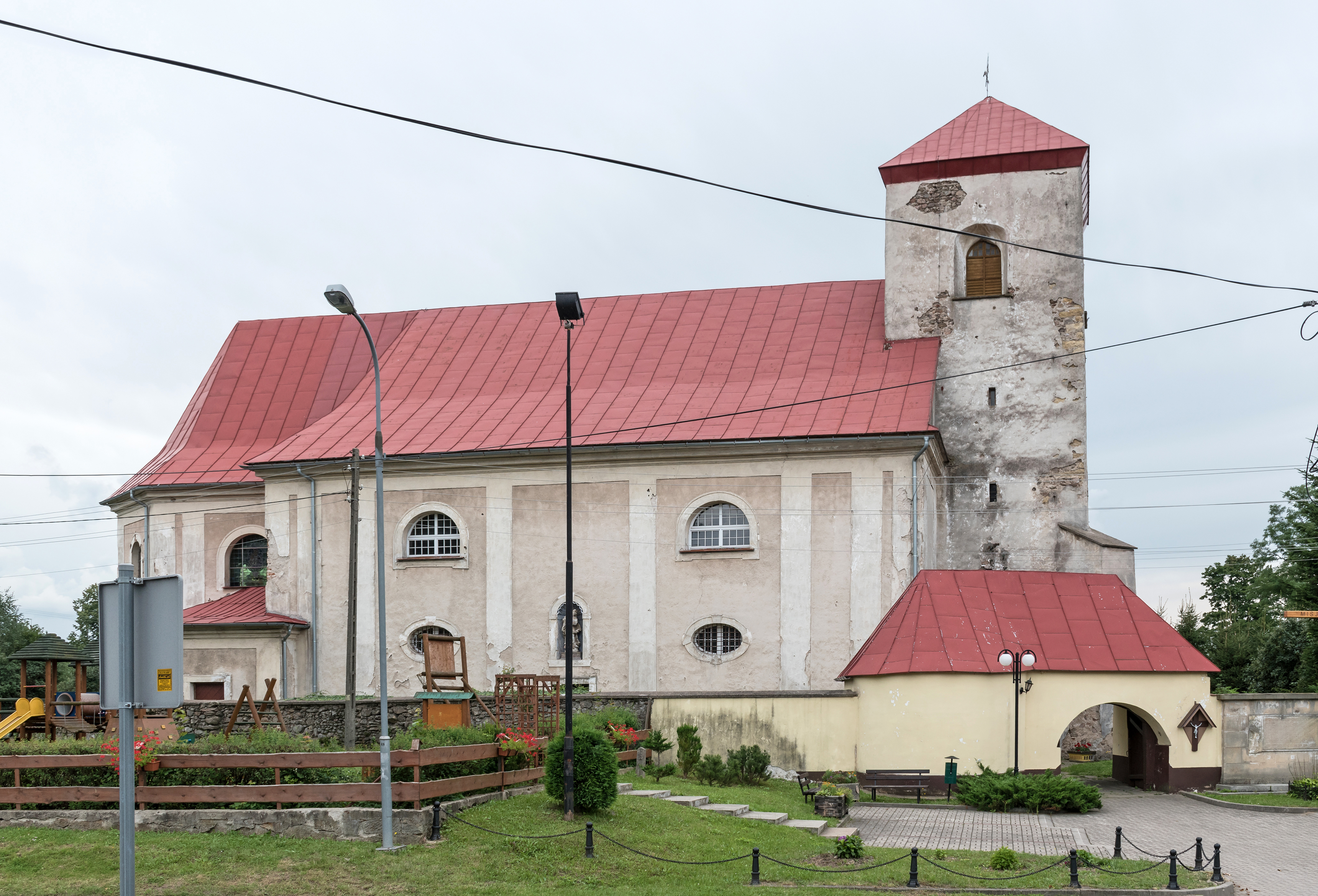
Kościół śś. Piotra i Pawła w Goworowie, filialny